# Le Conseil d'Égypte
Le Conseil d'Égypte (titre original en italien : Il consiglio d'Egitto) est un roman historique de Leonardo Sciascia paru chez Einaudi en 1963.
Signée Jacques de Pressac, la traduction française est publiée en 1966 aux éditions Denoël, puis rééditée en 1976 dans la collection du Livre de poche. En 1999, le tome I de l'édition des Œuvres complètes de Sciascia aux éditions Fayard offre une traduction revue et mise à jour par Mario Fusco (BNF 37007871) du Le Conseil d'Égypte, reprise dans toutes les rééditions ultérieures du roman.

## Résumé
Entre 1782 et 1795, afin de devenir riche et célèbre, le moine aumônier maltais Don Giuseppe Vella forge de faux manuscrits, dont l'un serait un ouvrage historique d'un écrivain musulman qui « ruine les prétentions des nobles » de Sicile. En contrepoint, le récit s'attache à la vie du juriste, intellectuel et patriote Francesco Paolo Di Blasi, afin de déployer une fresque de la haute société bafouée et humiliée de Palerme.

## Éditions françaises
- traduit par Jacques de Pressac, Paris, Denoël, coll. « Lettres nouvelles », 1966
- traduit par Jacques de Pressac, Paris, Livre de poche no 4809, 1976
- in Œuvres 2, traduit par Jacques de Pressac, Paris, Denoël, 1980 (volume incluant L'Évêque, le Vice-roi et les Pois chiches)
- traduit par Jacques de Pressac, Paris, Gallimard, coll. « Folio » no 1513, 1983
- traduit par Jacques de Pressac, Paris, Gallimard, coll. « Biblos », 1993 (volume omnibus incluant d'autres romans de Sciascia)
- in Œuvres complètes, tome I, traduction révisée par Mario Fusco, Paris, Fayard, 1999  (ISBN 2-213-59921-1)
- traduction révisée par Mario Fusco, Paris, Gallimard, coll. « Folio » no 1513, 2003  (ISBN 2-07-042530-4)
- traduction révisée par Mario Fusco, Paris, Denoël, coll. « & d'ailleurs », 2006  (ISBN 2-207-25827-0)

## Adaptations

### Au théâtre
Le metteur en scène Guglielmo Ferro crée une adaptation théâtrale du roman, avec Turi Ferro dans le rôle de Don Giuseppe Vella, dont la première a lieu le 3 novembre 1995 au Teatro Verga à Catane (Sicile). Une captation du spectacle est diffusée par Rai 2, la télévision italienne, en novembre 1996.

### Au cinéma
- 2002 : Le Conseil d'Égypte (Il consiglio d'Egitto), film italien réalisé par Emidio Greco, avec Silvio Orlando dans le rôle de Vella.

### À la télévision
- 1996 : Il consiglio d'Egitto, téléfilm italien réalisé par Antonio Moretti et Guglielmo Ferro, avec Turi Ferro dans le rôle de Vella.